# Far metàl·lic del moll de Portvendres
El far metàl·lic del moll és situat a l'extrem de l'escullera del port de Portvendres, al Rosselló (Catalunya del Nord).

Va ser construït el 1885 sobre un sòcol hexagonal d'obra de carreus, on recolzen sis pilars de fosa que sostenen la plataforma on hi ha la cambra de vetlla. L'òptica original del 1885 fou substituïda el 1906. El far va ser inscrit com a monument històric el 2011. La llanterna té un abast de 8 milles nàutiques.

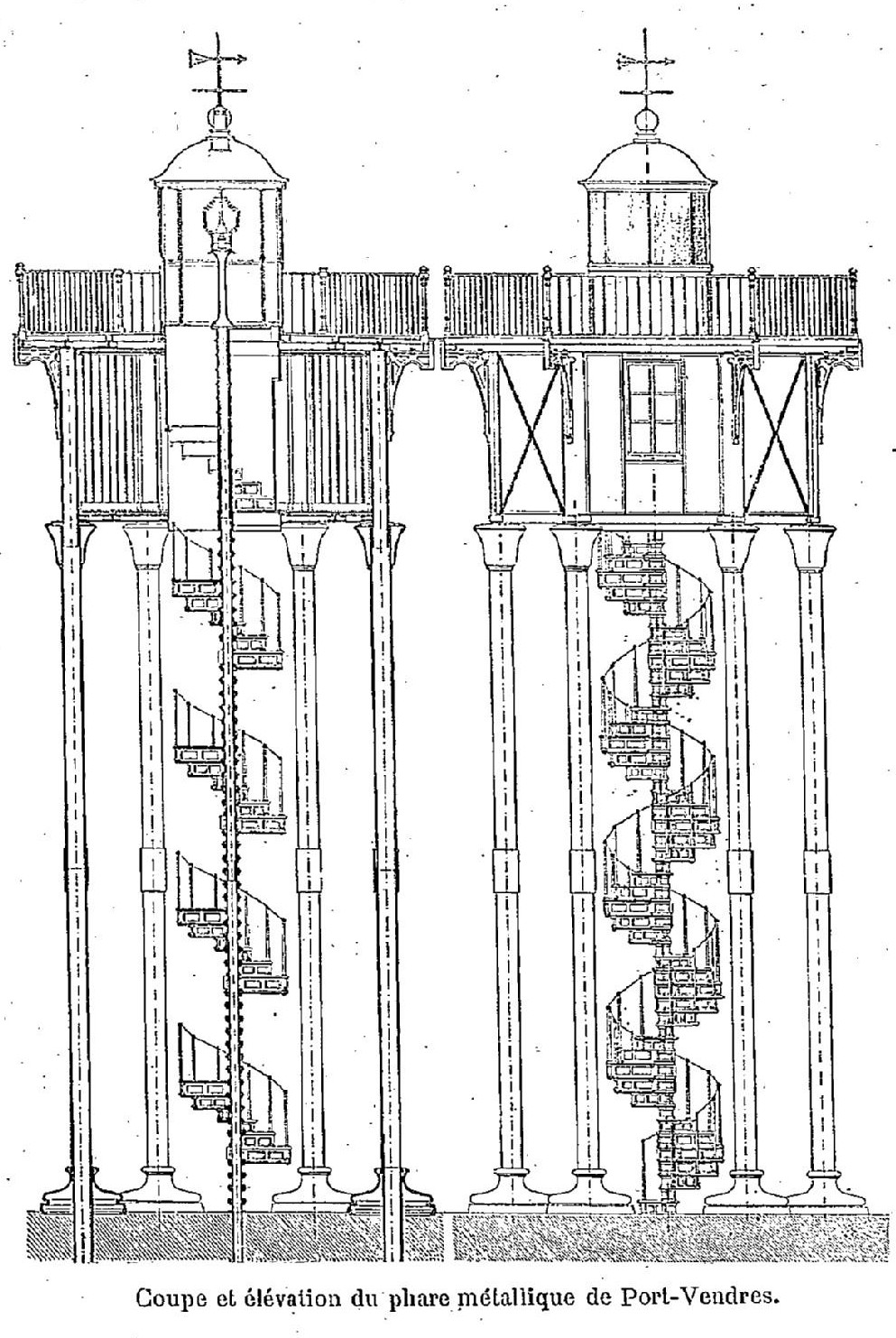
Secció del far (1889)